# Nowy Dwór (powiat lidzbarski)
Nowy Dwór – wieś w Polsce położona w województwie warmińsko-mazurskim, w powiecie lidzbarskim, w gminie Orneta.
W latach 1975–1998 miejscowość należała administracyjnie do województwa elbląskiego.
Wieś znajduje się w historycznym regionie Warmia.